# シワラック・テースーンヌーン
シワラック・テースーンヌーン（泰: ศิวรักษ์ เทศสูงเนิน, 1984年4月20日 - ）は、タイ王国・ナコーンラーチャシーマー県出身の元サッカー選手。タイ代表。ポジションはゴールキーパー。

## 来歴
バンコク・バンクFCで76試合に出場後、2008年にBECテロ・サーサナFCに移籍した。テロ・サーサナでは同じく2008年に移籍して来たピサーン・ドクマイケオがいいプレーを見せたため、チーム内の競争は激しく、常に先発が保証されている訳ではなかった。
2010年1月、TOT SCに移籍した。しかし、TOTでは公式戦出場の機会はなく、同年7月にブリーラム・ユナイテッドFCに移籍した。
ブリーラム・ユナイテッドではレギュラーを勝ち取り、チームの第1ゴールキーパーとなった。2011年はタイ・プレミアリーグ、タイFAカップ、タイ・リーグカップの国内3冠を達成した。
AFCチャンピオンズリーグ2012ではグループリーグ全6試合に先発フル出場し、柏レイソル戦（3-2）、広州恒大戦（2-1）の勝利に貢献した。ブリーラムは最下位で敗退したものの、総失点数は11失点で全北現代モータースの15失点よりも少なかった。
AFCチャンピオンズリーグ2013では予選プレーオフのブリスベン・ロアーFC戦で延長戦までの120分間を無失点に抑えると、PK戦では3人連続で止め、チームは3-0で勝利した。予選から準々決勝（ベスト8）までの全11試合に先発フル出場し、10失点に抑えた。
2013年はプレミアリーグ、FAカップ、リーグカップ、コー・ロイヤルカップの国内4冠を達成した。2014年2月15日に行われた2013年度のトヨタプレミアカップでも名古屋グランパスに勝利し、5冠を達成した。
2025年に、シワラックは引退することを発表された。

## 代表
2007年度東南アジア競技大会のU-23タイ代表に選出され、金メダルを獲得した。A代表ではアジアカップ2015予選において第1GKのカウィン・タンマサッチャーナンが負傷したため、レバノン戦（2-5）に出場した。

## 個人成績
（2014年4月23日時点）
| 年度 | クラブ                     | 大会                    | 出場 | 得点 |
| ---- | -------------------------- | ----------------------- | ---- | ---- |
| 2012 | ブリーラム・ユナイテッドFC | AFCチャンピオンズリーグ | 6    | 0    |
| 2013 | ブリーラム・ユナイテッドFC | AFCチャンピオンズリーグ | 11   | 0    |
| 2014 | ブリーラム・ユナイテッドFC | AFCチャンピオンズリーグ | 6    | 0    |
| 通算 | 通算                       | 通算                    | 23   | 0    |

## 所属クラブ
ユース経歴
- 2002年  バンコク・バンクFC

シニア経歴
- 2003年 - 2007年  バンコク・バンクFC
- 2008年 - 2009年  BECテロ・サーサナFC
- 2010年  TOT SC
- 2010年 - 現在  ブリーラム・ユナイテッドFC

## 代表歴
- U-23タイ代表
- 2004年 - 現在  タイ代表

## タイトル

### クラブ
ブリーラム・ユナイテッドFC
- タイ・プレミアリーグ 優勝 (2) : 2011, 2013
- タイFAカップ 優勝 (3) : 2011, 2012, 2013
- タイ・リーグカップ 優勝 (3) : 2011, 2012, 2013
- コー・ロイヤルカップ 優勝 (2) : 2013, 2014
- トヨタプレミアカップ 優勝 (2) : 2011, 2013

### 代表
U-23タイ代表
- 東南アジア競技大会 金メダル (1) : 2007